# Белоусько, Иван Васильевич
Иван Васильевич Белоусько (1920—1945) — Гвардии старший лейтенант Рабоче-крестьянской Красной Армии, участник Великой Отечественной войны, Герой Советского Союза (1945).

## Биография
Иван Белоусько родился в 1920 году в селе Соломаховка Полтавского района Полтавской области в крестьянской семье. Учился в Абазовской и Гожулевской школах, затем окончил дорожно-механический техникум в Полтаве. В 1940 году был призван на службу в Рабоче-крестьянскую Красную Армию. Окончил дивизионную партшколу. С июня 1942 года — на фронтах Великой Отечественной войны. Дважды был тяжело ранен. В 1943 году вступил в ВКП(б). К весне 1945 года гвардии старший лейтенант Иван Белоусько командовал танковой ротой 45-й гвардейской танковой бригады (11-го гвардейского танкового корпуса, 1-й гвардейской танковой армии, 1-го Белорусского фронта). Отличился во время взятия Берлина.
21 апреля 1945 года в районе населённого пункта Кагель Белоусько, оставив один танковый взвод перед позициями врага, вышел с остальными танками своей роты в тыл немецких подразделений и нанёс им неожиданный удар, уничтожив 2 танка, 3 орудия, 4 миномёта, самоходную пушку и около 120 солдат и офицеров противника. 22 апреля к югу от города Калькберг в бою Белоусько лично уничтожил 1 танк, 2 самоходные пушки, несколько десятков немецких солдат и офицеров. Участвовал в боях на улицах Берлина. 25 апреля 1945 года в берлинском районе Нойкёльн рота подавляла огневые точки противника и уничтожила самоходную установку. 28 апреля 1945 года во время боя на подступах к рейхстагу Белоусько погиб. Похоронен в городе Альтландсберг.
Указом Президиума Верховного Совета СССР от 31 мая 1945 года за «образцовое выполнение боевых заданий командования и проявленные при этом мужество и героизм» гвардии старший лейтенант Ивану Белоусько посмертно был удостоен высокого звания Героя Советского Союза.

## Награды
Был также награждён орденами Ленина, Красного Знамени, двумя орденами Отечественной войны 2-й степени, орденом Красной Звезды, а также рядом медалей.

## Память
- В селе Абазовка Полтавского района установлен бюст Белоусько
- В честь него названы улица в селе Абазовка и Абазовская 8-летняя школа.
- В Берлине в районе Нойкёльн на одной из улиц установлена мемориальная доска в честь подвига Белоусько[1].